# Lazanki
Lazanki é um prato típico da Bielorrússia e da Polónia, que combina massa alimentícia em folhas (por isso, tem sido considerada uma espécie de lasanha), couve, carne moída ou bacon, cebola e temperos. A tradição diz que este prato teria sido introduzido na região (na época da Confederação da Bielorrússia e Lituânia, no século XVI) por Bona Sforza, noiva do rei Sigismundo I, o Velho. 